# 莫尔日河
莫尔日河（法語：Morge，法語發音：[mɔʁʒ]）是法国奥弗涅-罗讷-阿尔卑斯大区多姆山省的河流，是阿列河的左支流，长68.4千米。